# Josep Pascó i Mensa
Josep Pascó i Mensa   (Sant Feliu de Llobregat, 1855 - Barcelona, 23 de juny de 1910) va ésser un dibuixant, cartellista i decorador català.

## Biografia
Va començar com a pintor industrial de parets, però es va decantar aviat per la pintura artística. Es formà a l'Escola de la Llotja amb Simó Gómez i també va aprendre al taller de l'escenògraf Josep Planella.
Durant algun temps es dedicà a la pintura de paisatge, però les seues condicions com a decorador li atorgaren un lloc distingit en la il·lustració de llibres i l'ornamentació, pintant ja des de ben jove decorats per a petites companyies de teatre amateur
El 1887 anà a Madrid, on va treballar al Teatro Real i va rebre l'encàrrec de decorar el teatre Príncipe Alfonso, i exercí l'escenografia. El 1896 se'n va anar a Mèxic a pintar el decorat del Gran Teatro Nacional, i en tornar a la península es va decantar per la il·lustració.
Es dedicà sobretot a la il·lustració de revistes, com Arte y Letras, i La Ilustració Catalana -on signava amb el pseudònim de Brisa-, i a la decoració -per exemple, la residència de Ramon Casas a Barcelona.
Una de les seues obres més originals va ésser la pintura de la bandera del Cau Ferrat de Sitges, així com la decoració dels sostres de la planta baixa i del Gran Saló.
Produí també obres notabilíssimes com a pintor de pergamins.
Fou professor de l'Escola Superior d'Arts i Indústries de Barcelona, i director artístic de la revista Hispania. Va morir a Barcelona el 23 de juny de 1910.